# 李斆
李斆（1432年—？），字克成，江西饒州府浮梁縣人，明朝政治人物。進士出身。

## 生平
江西鄉試第九名。成化二年（1466年）丙戌科會試第七十一名，殿試登進士第三甲第五十七名。

## 家族
曾祖李均顯。祖父李文德。父亲李邦興。